# 전숙희문학상
전숙희문학상은 국제펜클럽 런던본부 종신 부회장, 예술원 회원으로 활동한 수필가 전숙희를 기리기 위해 제정한 문학상이다.

## 역대 수상 작품
- 2011년 1회 강신주 <철학이 필요한 시간>
- 2012년 2회 왕은철 <애도예찬>
- 2013년 3회 정여울 <마음의 서재>
- 2014년 4회 조은 <또또>
- 2015년 5회 이상운 <아버지는 그렇게 작아져간다>
- 2016년 6회 허수경 <너 없이 걸었다>
- 2017년 7회 민병일 <창에는 황야의 이리가 산다>
- 2018년 8회 노명우 <인생극장>